# 凤凰卫视相关争议
下方按时间顺序列举了与凤凰卫视有关的争议。

## 拒绝透露SARS疫情
2003年，北京解放军301医院的退休医生蒋彦永认为SARS疫情与张文康所宣布相差甚远，其拒绝透露实情，从而给中国媒体和凤凰卫视写电子邮件反映情况但都没有结果。

## 馬立誠離職事件
2004年，鳳凰衛視評論員，曾供職於中國共產黨黨報《人民日報》評論部的記者馬立誠突然離職。被指因為馬立誠是因為高調批評中國的對日政策和北韓政策，引起了北京方面的不滿而離開鳳凰衛視的。法新社報道說，馬立誠離去原因，鳳凰衛視未加說明。

## 涉嫌窃取机密
2005年，鳳凰衛視美洲台工程部主管麥大泓被控涉嫌竊取美國海軍機密文件，充當中國政府間諜，意圖販售給中國政府，遭到美國聯邦調查局（FBI）逮捕。但中華人民共和國外交部發言人姜瑜已經否認麥氏家人為中國竊取美國的國防機密。

## 采访水灾被网民指责
2005年夏天，鳳凰衛視記者採訪水災中被困的學校時，因成功渡水而在鏡頭前兴奋已极，以喜悦的表情说道，他非常幸运，终于在滔天洪水中来到这里，可以进行采访。這一事件被網民指責后，新聞停止播放。

## 涉嫌侵犯网络著作权
2007年4月2日，中國江西省律師易勝華起訴鳳凰衛視侵犯其網路著作權。2006年7月15日，易勝華在個人部落格和網路上發表「法律帝國·小丫拍案之 二奶無罪」一文。鳳凰衛視官方網站「鳳凰網」於2007年3月份發表一篇名為「二奶無罪 她用一生最美好的時光做代價」。易律師發現，該文章內容來自其原文；不僅如此，「鳳凰網」另進行不適當刪改，將其原文該律師的立場由客觀轉變成為主人公辯護。最後，易勝華與鳳凰衛視調解。

## 误报黄菊逝世
2007年5月9日，凤凰卫视资讯台在晚上7点档的《华聞大直播》节目中援引了当天早些时候来自英國《泰晤士報》的消息，报道“中共中央政治局常委、国务院副总理黄菊逝世”。不过在发布此消息后不久便以跑马灯方式发表声明，更正先前有关不实报导，并表示歉意。凤凰卫视的声明说：“本台十九点新闻有关中共中央政治局常委黄菊逝世的消息，纯系谣言，毫无根据。本台对因此产生的不良影响，表示诚挚歉意，并特此更正。”

## 员工被指非禮事件
2007年6月1日，鳳凰衛視常務副行政總裁梁濃剛被指非禮一名女下屬，梁濃剛更被指以不加薪作為威脅，迫女秘書答應其性要求。梁濃剛年約五十多歲，已婚，主要負責市場拓展事務，並非負責制作及編采工作。

## 厦门PX项目报道被禁
2007年6月1日，中國福建省廈門市爆發反對PX化工項目遊行。而在此之前《鳳凰周刊》二五六期報道了該項目，文章標題為《廈門，一座島城的化工陰影》。事後證明廈門市政府有不明部门禁止销售并收缴了该批杂志。 而鳳凰衛視《有報天天讀》欄目主持，原籍廈門的楊錦麟亦在此之前的5月28日在節目中談到此項目，並發表評論。這亦是鳳凰衛視對於PX化工項目的唯一解讀。

## 凤凰卫视遭中国广电总局停播事件
2007年7月底，中國大陸「天涯论坛」等討論區上有則关于凤凰卫视等节目停播的帖子称：「接广电部门的通知，为了迎接党的“十七大”胜利召开，保障广播电视节目的安全播出，广电部门将按国家广电总局的要求，于2007年7月30日零时停止有线电视网络中凤凰卫视等节目的传送。」随之，在中國大陸百度貼吧中的鳳凰衛視吧等中國大陸各大BBS論壇上，都有眾多网民反應从2007年7月底开始，已经无法收看到凤凰卫视资讯台和电影台的节目。

## 汶川地震哀悼日期间继续播出
2008年5月19日至21日期間，廣東電視網內的境外電視台因汶川大地震全國哀悼日被全面切換為中央1台，但中文台有一段新聞因為采訪了溫家寶，此段新聞也使得中文台可以繼續在哀悼日期間播放。

## 三元合格奶报道
2008年9月21日，凤凰卫视《华闻大直播》播出所属知名记者陈琳、魏永林特别报道《三元公司：奶源安全保证合格奶》。报道指出：北京三元牛奶的负责人称三元的质量好且稳定，由于原奥运会指定的供应品牌伊利质量不满足要求，北京三元公司实际上向2008年北京奥运会和北京残奥会提供了相关乳制品。新闻播出后，以《凤凰网》为原视频源的新闻连接成了死链接。但是一些凤凰爱好者将录播的新闻传到了相关视频网站，相关信息依然被传了出去。

## 司徒華評鳳凰衛視
已故香港民主派元老司徒華於2009年曾經評價道：「鳳凰衛視不只是中共資助控制的媒體，而且裏面的主要負責人都有國安背景的。由於北京中央電視台講的話越來越沒有人相信，所以他們更加利用鳳凰衛視來打壓異己」。

## 马尼拉人质事件
2010年8月24日，就菲律宾马尼拉劫持香港旅行团人质事件，对这次惨剧；凤凰卫视节目女主持以轻松语调问说：「今天有什好玩的小故事跟我们分享？」，阮次山回应指出： 「香港行政长官曾荫权没资格打电话给菲律宾总统」。阮指「巴士绑架很特别、罕见，因此警察经验不足是情有可原。香港地区的特首不是国家元首，要打也是胡锦涛打，何况胡锦涛也不可能打，这小题大做」，并谓「要菲律宾提出责任报告，谁有责任，关你香港什么事？这个报告出来，保险公司可以赔多一点吗？」对于他的言论，有批评指在危在旦夕之时，拘泥什么僭越、身份不对等，只有患上泛政治病的人，才会有此反应。迫于舆论压力，凤凰卫视暂停了阮次山的节目。

## 凤凰卫视美洲台性攻击事件
2013年7月，凤凰卫视北美台的5名在职与前员工在美国华盛顿联邦法院对凤凰卫视提起集体诉讼，他们在控诉中指出凤凰卫视明知其美洲台总编辑刘正铸性攻击女职员，凤凰卫视仍持续雇佣刘正铸十多年。控诉指出，由于这些受害者害怕将遭遇说出，导致她们精神出现严重焦虑与忧郁症状。2014年4月，凤凰卫视兩名員工和一名應聘者聲稱遭前分社主管性騷擾，在紐約向該公司提出起訴。在本次案件中，劉正鑄被控強行撫摸三名原告，还在辦公室發表下流言論。曾利用工作藉口诱骗女性員工和實習生去他所在的酒店房間，並聲稱若和他發生關係，將可以換取升職機會。

## 《社会能见度》报道涉假
2014年3月13日，凤凰卫视《社会能见度》节目报道了“东莞丐帮调查”，报道了犯罪团伙用各种非常手段使人致残，逼人乞讨的恶劣行径。同年6月，东莞市政府新闻办公室对外通报称，东莞市公安部门对该报道披露的33张视频行乞图片进行深入调查后发现，29张来源于互联网，拍摄地点均不在东莞；1张图片内容查实为2006年3月22日东莞塘厦警方接投诉后到现场调查处理行乞行为；其余3张仍在进一步核查中。而凤凰视频所发布的一期已经被删除。

## 中国人疑似在日碰瓷事件
2015年10月5日，凤凰卫视记者李淼对中国人疑似在日碰瓷事件进行了调查，并在10月5日发布了《独家：日方称“中国老人在日碰瓷索赔10万”属实》消息。之后《环球时报》也在10月6日于新浪微博上发表文章反驳之前凤凰新闻的“碰瓷”说法，且非常针锋相对地，模仿之前凤凰新闻标题句式，使用标题《独家调查：京都中国老人“碰瓷”？假的！》，而日方也就不实信息道歉。

## 配合播放銅鑼灣書店人員電視認罪片段
在銅鑼灣書店股東及員工失蹤事件一案中，鳳凰衛視多次能夠在大陸採訪被拘人士，披露“獨家”消息。2016年2月29日晚間，鳳凰衛視播出李波的訪談，李波表示「是自己偷渡回內地協助調查，是自願的，不涉及綁架」，並指「由於外界炒作其居英權問題，所以決定放棄英國國籍」。2016年2月29日，鳳凰衛視播放林榮基、吕波、張志平的“訪問”片段，片段中3人皆“認罪”，表示認識到自己的錯誤，又一同指証桂民海。
唯林榮基返港後，林榮基在記會上說鳳凰衛視所播放的的訪問片段是「有導演，有台詞」，內容按對方意願增刪，被要求背誦台詞，他説在當時的情況下他不得不按要求承認“錯誤”。因此鳳凰衛視在其中的角色極受到質疑，被指配合中共當局造假，對此鳳凰衛視回應只稱，對林榮基提及的過程並不了解。

## 落地与收视风波
早在2012年前，各大电脑网络电视软件均有提供凤凰卫视的直播，甚至PPTV（聚力）在2010年开始对网络电视在线直播的凤凰卫视台标盖上PPTV水印，但从2012年新规开始，各网络电视均下架境外频道。自从智能端普及开始，观众又可以通过智能设备（例如网络机顶盒等）额外安装软件来收看凤凰卫视的直播和点播节目，但实际上，这些直播源并没有经过广电总局的批准。2015年10月14日，有网友曝光中央网信办、广电总局正在全国范围内开展境外电视网络接收设备专项整治行动。其中有18个软件存在此行为。
凤凰卫视目前已在中国大陆大多数地方有线电视运营（多数以“测试频道”名义播出，部分地区设为收费频道），很多地区为了降低成本而选择了原版（非亚太6号版）凤凰卫视。而上海出于地域文化保护因素以及维护上海本地电视台节目收视率，而回绝了凤凰卫视讯号落地。另外，福建广电网络、湖南有线、河南有线、吉视传媒等同时运营了凤凰卫视的高清频道。福建广电网络甚至还提供凤凰中文台、资讯台两频道7天节目回看，而福建广电网络的凤凰卫视节目目前仅省会福州地区的高标清是全免费开放（高清频道在高清基本包当中不额外收费），其他市基本收费（厦门、莆田只提供其高清频道并且收费），但在特殊敏感时期，也会临时替换其他频道节目。
由于凤凰卫视等境外频道在中国的有线网是实行“有线网倒贴钱式”的传输运营，故一些地方有线网收费亦可以赚取回本。故跟央视3568和数字付费频道一样是不允许在IPTV平台播出的。广东IPTV就在2016年7月15日下架了凤凰卫视中文台、澳亚卫视等境外频道（由于澳亚卫视含有广州电视台节目宣传的插播，故为广州珠江数码信号盗播所为，之后被广州有线方告发后而实行），中国广电总局也规定未经允许禁止在IPTV平台播出境外频道。同日，湖南IPTV也下架了凤凰卫视的两个频道（在传送期间则是台标盖上贴膏药“测试”两字）。福建电信IPTV于2017年5月27日上线凤凰卫视两套高清频道（且不提供回看功能），但没多久于7月21日下线，后于2018年3月恢复，但又于2019年4月再次下线（因应广电总局严查IPTV）。
2017年4月，为迎接十九大，广电总局严查整顿有线网违规传输频道，多个省市有线网下架DOX、天华等未备案频道，而未经允许传送的境外频道也在多个地方陆续下架，其中包括凤凰卫视，但极少部分省市因特殊要求，在过了安全大检查之后又恢复传送凤凰卫视等节目，或者放到互动轮播专区播出（需要开通互动点播业务）。同年9月，因迎接金砖会议，福建省政府和厦门市政府同样对广电方面进行安全大检查，福建广电网络厦门分公司于9月2日凌晨单方面暂停播出凤凰卫视节目，并用蓝色画面覆盖一直到9月7日恢复播出（而福州市以及福建全省的凤凰卫视信号亦未受影响）。
2017年6月22日，由于广电总局已于近日发函，要求凤凰网在不具备《信息网络传播视听节目许可证》的情况下开展视听节目服务予以关停整顿，故凤凰卫视在凤凰网的直播源、点播节目暂时下架予以整顿，待整顿完成后恢复上架。7月31日，凤凰卫视部分节目在凤凰网恢复上架，不过恢复上架的仅有5档，分别是《中国新移民》、《全媒体大开讲》、《鲁豫有约》、《问答神州》和《金石财经》。目前凤凰卫视部分点播节目以迎接十九大為由，现已再次全部下架。中国大陆观众现时如需在线收看凤凰卫视直播及点播节目，可用手机、平板电脑下载“凤凰秀”客户端即可收看。
凤凰卫视于2017年设立面向全国广电网络有线电视互动业务的“凤凰专区”，目前已对接多半地区，通过该互动专区亦可以收看凤凰卫视电视直播，以及新闻资讯和节目的点播。

## 新媒体遭中国大陆阻碍
2015年11月，中国互联网违法和不良信息举报中心接到了大量涉凤凰网的举报，反映凤凰网编发虚假新闻、传播淫秽色情信息， 国家互联网信息办公室对此约谈了凤凰网负责人，并要求北京市网信办依法对凤凰网予以严惩。
2016年12月，凤凰网再度被发现多次违反相关法律法规，北京市网信办已责令其必须立即整改。截至目前，凤凰网已关闭了“今日最大声”“边驿卒”“新太平广记”等严重违反《互联网新闻信息服务管理规定》大量登载自行采编新闻信息的栏目；正在依照《互联网直播服务管理规定》对“风直播”进行全面整改。除责令凤凰网对涉嫌违法违规的频道栏目予以限期整改外，北京市网信办还将依法给予警告并处罚款的行政处罚。
2017年6月22日，国家新闻出版广电总局已于近日发函，责成属地管理部门根据《互联网视听节目服务管理规定》，对凤凰网在不具备《网络传播视听节目许可证》的情况下开展视听节目服务予以关停整顿。事后，凤凰网公开回应称“虚心接受批评”，已经加大力度清理，并按有关规定调整视频业务，规范化管理。为此，凤凰网将该网站最大特色——凤凰卫视的节目视频与直播信号全数从该网站中撤下。7月31日，凤凰卫视部分节目在凤凰网恢复上架，不过恢复上架的仅有5档，分别是《中国新移民》、《全媒体大开讲》、《鲁豫有约》、《问答神州》和《金石财经》。目前凤凰卫视部分点播节目以迎接十九大為由，现已再次全部下架。现时全球观众（尤其是中国大陆）如需通过网络收看凤凰卫视节目，可通过手机下载“凤凰秀”客户端来实现。
2017年12月29日，国家互联网信息办公室指导北京市网信办约谈今日头条和凤凰新闻企业负责人，指两家公司手机客户端“违反国家有关互联网法律法规和管理要求，传播色情低俗信息，存在严重导向问题，对网上舆论生态造成恶劣影响”，要求立即停止违法行为。其中，凤凰新闻手机客户端「違規自採和轉載新聞信息，擾亂了網上傳播秩序」。为配合整改要求，凤凰新闻客户端“头条”“推荐”等2个频道自2017年12月29日18:00至30日6:00停止更新，进入维护状态。
2018年1月，国家测绘地理信息局通报了排查整治“问题地图”专项行动中查处的典型案件，其中凤凰网于2017年5月16日发布的“交互式一带一路风险地图”以及凤凰国际智库微信公众号中登载的地图未经地图审核，并存在错绘国界线，漏绘钓鱼岛、赤尾屿和南海诸岛等重要岛屿等“严重问题”，违反了《地图管理条例》第十五条和第三十八条规定。2017年11月，北京市规划和国土资源管理委员会依据《地图管理条例》第四十九条规定，对北京天盈九州網絡技術有限公司作出责令改正，给予警告的行政处罚。
2018年2月24日，北京市新闻出版广电局、北京市文化市场行政执法总队约谈凤凰网网站负责人。经查，凤凰网存在未持有《信息网络视听节目许可证》擅自从事互联网视听节目服务、传播违反《互联网视听节目服务管理规定》第十六条规定的节目的行为。该网站未能有效履行主体责任，对向用户发布的违法违规视听节目未尽到审查义务，持续传播“炒作导向错误、低俗媚俗”等违法违规的视听节目内容，在内容审查和用户管理等方面存在较大管理漏洞，涉嫌违反《互联网视听节目服务管理规定》《互联网文化管理暂行规定》等相关法律法规。北京市新闻出版广电局、北京市文化市场行政执法总队责令凤凰网立即停止违规行为并限期整改。
2018年4月9日，有报道称各大Android平台的应用商店已接到有关部门下发指令，要求将凤凰新闻进行暂时下架处理，下架时间自当日15时起，暂停下载期限为2周（至4月23日），而苹果App Store则于4月10日暂时下架了凤凰新闻的应用，仅专业版与探索版仍然可以下载。虽然应用商店已经收到了有关通知，但未透露具体的通知内容。
2018年9月26日，国家互联网信息办公室指导北京市互联网信息办公室约谈凤凰网负责人，指出凤凰网部分频道、“凤凰新闻”客户端及手机版凤凰网涉嫌传播违法不良信息、歪曲篡改新闻标题原意、违规转载新闻信息等问题，要求立即停止违法违规行为，全面深入整改。整改期间，凤凰网资讯频道、财经频道自9月26日15时至10月10日15时停止更新；科技频道自9月26日15时至10月26日15时停止更新；“凤凰新闻”客户端自9月26日15时至10月10日15时停止更新；手机版凤凰网自9月26日15时至10月10日15时停止更新。
2020年2月14日，国家互联网信息办公室指导北京市互联网信息办公室，针对凤凰网存在刊发非规范稿源新闻信息、凤凰新闻客户端持续传播低俗庸俗信息等问题，约谈凤凰网负责人，责令企业立即停止违规行为。凤凰网负责人表示，将严格落实网信部门管理要求，对相关问题进行自查自纠，对违规问题严重的部分频道暂停更新，关闭有关违规账号，并严肃处理相关责任人.
近年來，《鳳凰週刊》的一些觀點讓中國大陸的一些地方政府感到不滿，於是採取限制銷售及「禁刊」等各種手段打壓《鳳凰週刊》在中國大陸的市場。
影响力事件：
- 2007年6月1日，福建省厦门市爆发反对PX项目游行。而在此之前《凤凰周刊》二五六期报道了该项目，文章标题为《厦门，一座岛城的化工阴影》。事后证明厦门市政府有关部门禁止销售并收缴了该批杂志。
- 2007年也成为中國大陆地区唯一一家将蚁力神案件作为封面报道的媒体。
- 2009年5月，有不少内地读者发现第13期《凤凰周刊》第11、12页被人为撕掉。被撕掉的内容为《日专家称内地核试19万人致癌？》，文章援引自香港媒体报道，引述日本科学家研究指，中国1996年前的32年一直在新疆进行的核试验，至少造成19万人因核辐射致癌或死亡，148万人受核辐射影响；中国因核试死亡的人数全球最多。有当年参与核试的中国军人称，由于防护装备不足，为他们带来严重核辐射后遗症，祸及两三代人，而政府方面赔偿严重不足。
- 2010年9月以来，大陆多个城市相继接到通知，被要求凤凰周刊下架，各书店及零售店也不得再售卖凤凰周刊，否则将被严肃处理。

## 鳳凰衛視女記者三不認陸媒
2020年4月6日，該台駐華盛頓女記者王又又於美國總統特朗普在白宮的防疫記者會上向特朗普發問，提及中國在疫情期間曾捐贈大批抗疫物資到美國，又問特朗普會否響應中國駐美大使崔天凱在《紐約時報》發表的呼籲，在防疫上直接與中國合作。特朗普笑稱這像聲明多於問題，並稱中美雙方不久前才簽署貿易協議，望中方兌現協議。但王又又則重復指是在防疫問題上，特朗普便追問她是為誰工作，是不是中國。王又又回答不是，她是為香港工作。特朗普再追問：「你是否為中國工作，還是為報社工作，你為誰工作？」王又又答：「香港鳳凰衛視」特朗普續追問：「是誰擁有？是中國嗎？」王又又答：「公司總部在香港。」特朗普便問：「由中國擁有嗎？是否國有？」王又又回答：「不是，這是一間私人公司。」
此次對答引起巨大的爭議，有網民諷刺王又又否認香港是中國的一部份，公然提倡港獨，有違一個中國及一國兩制原則，又批評鳳凰衛視借香港作擋箭牌。

## 旗下电台遭FCC勒令停播
2020年6月22日，美國聯邦通訊委員會表示，拒絕鳳凰衛視旗下鳳凰優悅廣播電台，在美國南加州繼續廣播普通話節目的申請，並要求其在48小時內停播，其原因是“電台在申請廣播牌照時，未有申報所屬公司”。而早在4月底時，美國共和黨參議員泰德·克魯茲就明確表態，要阻止北京政府透過鳳凰優悅廣播電台針對洛杉磯華人進行宣傳。

## 凤凰金融停止网贷业务遭查
2020年9月11日，由刘长乐的女婿贺鑫担任法人代表的“凤凰金融”在没有任何公吿和通知的情况下突然停止网贷业务，并停止所有出借用户的本息回款，超过7万名用户出借的约96亿元人民币变相“血本无归”。波及众多投资人，导致刘长乐家族遭到庞大压力。
随后，于2021年2月26日宣布，刘长乐辞去行政总裁职务，由前上海市政府发言人、新闻办主任徐威接任。4月间，刘长乐将手中绝大部分持股售予紫荆文化集团及香港信德集团，其中紫荆文化集团为中资企业。
中央社说，5月5日，凤凰金融负责人、刘长乐的女婿贺鑫遭海南省海口市警方依非法吸收资金罪嫌刑事拘留，并立案侦查。凤凰卫视遂于6月22日正式公告，刘长乐已辞去董事会主席及执行董事，由徐威接任，紫荆及信德人马也同时进驻，从此成为北京名义上及实际上都直接掌控的媒体。

## 凤凰卫视台北站被裁撤
2022年4月5日陸委會指由於凤凰卫视集團在2021年歷經股權轉換及人事變動後，經濟部認定其符合《兩岸人民關係條例》等相關規定是轉變成為中國大陸企業。而從2021年8月起，政府透過經濟部投審會向《鳳凰衛視》表明，公司資本結構不符合法律規定，但管理階層為求繼續經營而向政府協調，直至2022年3月中鳳凰台高層認為與政府談判觸礁，便通知員工將在投審會給的5月14日最後期限關台，並會全數資遣員工。